# Animal Crossing: Let's Go to the City
Animal Crossing: Let's Go to the City, känt som Machi e ikō yo: Dōbutsu no mori (街へ行こうよ どうぶつの森?) i Japan och Animal Crossing: City Folk i Nordamerika, är ett simulationsdatorspel till Wii släppt 2008. Spelet är den tredje riktiga uppföljaren i Animal Crossing-serien sedan originalspelet Animal Crossing släpptes till Nintendo Gamecube, och kallades till en början för Animal Crossing Revolution. Spelet har onlinekapacitet via Nintendo Wi-Fi Connection som gör att det går att besöka vänners städer. Eftersom konsolen är uppkopplad även när den är avstängd kan spelaren bland annat ta emot brev och liknande trots att den inte spelar för tillfället.